# Vestida para Casar
27 Dresses (bra/prt: Vestida para Casar) é um filme de comédia romântica norte-americano lançado em 2008. Dirigido por Anne Fletcher e escrito por Aline Brosh McKenna, conta com Katherine Heigl e James Marsden nos papéis principais.

## Elenco
- Katherine Heigl como Jane Nichols

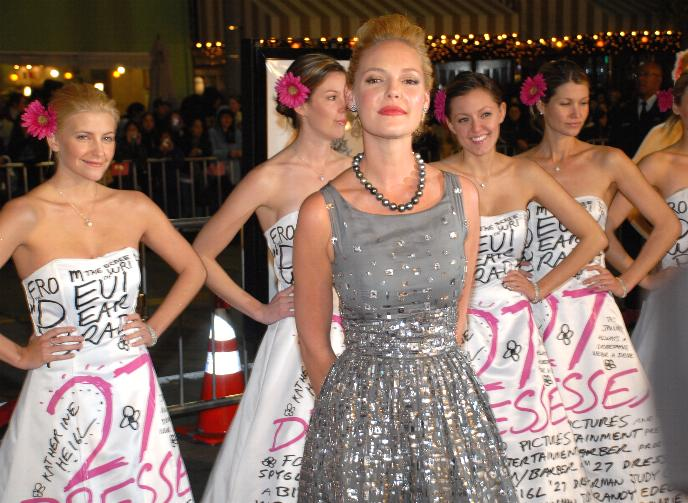
Katherine Heigl na estreia do filme em Westwood

  - Peyton Roi List como Jane Nichols jovem
- James Marsden como Kevin Doyle
- Malin Åkerman como Tess Nichols
- Edward Burns como George
- Judy Greer como Casey
- Melora Hardin como Maureen
- Maulik Pancholy como Trent
- Krysten Ritter como Gina
- Michael Ziegfeld como Khaleel
- Brian Kerwin como Hal Nichols
- Maulik Pancholy como Trent
- David Castro como Pedro
- Krysten Ritter como Gina

## Recepção
No agregador de críticas dos Estados Unidos, o Rotten Tomatoes, na pontuação onde a equipe do site categoriza as opiniões da  grande mídia e da mídia independente apenas como positivas ou negativas, o filme tem um índice de aprovação de 41% calculado com base em 154 comentários dos críticos. Por comparação, com as mesmas opiniões sendo calculadas usando uma média aritmética ponderada, a nota alcançada é 5/10 que é seguida do consenso dizendo que "os cineastas seguem perfeitamente a fórmula da comédia romântica bem usada, tornando (...) clichê e principalmente esquecível."
Em outro agregador de críticas também dos Estados Unidos, o Metacritic, que calcula as notas das opiniões usando somente uma média aritmética ponderada de determinados veículos de comunicação em maior parte da grande mídia, tem uma pontuação de 47/100, alcançada com base em 31 avaliações da imprensa anexadas no site, com a indicação de "revisões mistas ou neutras".